# Hofbrauhaus Berchtesgaden
 (octobre 2024).
Le contenu est difficilement compréhensible vu les erreurs de traduction, qui sont peut-être dues à l'utilisation d'un logiciel de traduction automatique.
Le Hofbrauhaus Berchtesgaden est une brasserie à Berchtesgaden. Mentionné pour la première fois dans un document en 1610, elle est la Hofbrauhaus du prince-prévôt de Berchtesgaden de 1645 jusqu'à la sécularisation en 1803, puis propriété des régences monarchiques jusqu'en 1808. Depuis, c’est une entreprise privée.

## Histoire
Jusqu'à la fondation d'une brasserie sur son propre territoire, le prince-prévôt de Berchtesgaden achète de la bière à la Hofbräu Kaltenhausen dans la principauté archiépiscopale de Salzbourg. La brasserie Pfister est mentionnée pour la première fois dans un accord de 1610. En 1645, le prince-prévôt Ferdinand de Bavière la reprend et l'agrandit pour en faire la Hofbräuhaus, destinée à approvisionner la population en bière de haute qualité, après qu'une enquête commandée par le prince-prévôt en 1614 montre que l'on consommait principalement du vin importé. La production de bière était d'environ 7 000 hectolitres. Les liens royaux avec la brasserie donnent toujours le droit de continuer à utiliser le préfixe Hof dans le nom de l'entreprise.
Avec la fin de la prévôté en 1803, la brasserie devient la propriété de la régence suivante. Propriété de l'Autriche à partir de 1805, elle ste vendue aux enchères pour être privatisée en 1808. Le contrat est attribué au marchand de houblon Anton Wurm, dont la famille est propriétaire de la brasserie jusqu'en 1833. Johann B. Haller et Severin Wannerstorfer en deviennent alors propriétaires. En 1840, Wannerstorfer reprend également la part de Haller et la Hofbrauhaus reste la propriété de cette famille jusqu'en 1970, bien que le nom changea plusieurs fois en raison de l'héritage féminin. Entre 1906 et 1907, sous la direction de Rudolf Kriss père, la brasserie et le Bräustüberl sont reconstruits sur leur site d'origine ; ils sont presque entièrement préservés jusqu'à ce jour. Son fils Rudolf Kriß fils reprend l'entreprise en 1937. Il la vend à Thurn und Taxis en 1970, mettant ainsi fin à une tradition familiale de plus de 130 ans, même si la continuation de l'entreprise est initialement garantie sous l'ancienne raison sociale "Hofbrauhaus Berchtesgaden Rudolf Kriss", elle est à partir d'avril 2020 sous le nom "Hofbrauhaus Berchtesgaden GmbH".
En 1980, la Hofbrauhaus Berchtesgaden employait 66 personnes et possédait 22 restaurants détenus et loués. De 1989 à 2008, la brasserie appartient au groupe Spaten-Löwenbräu. Le groupe Spaten-Löwenbräu est repris par le groupe belge Interbrew en 2003. En 2004, Interbrew fusionne avec AmBev pour former InBev.
Fin 2008, la Hofbräuhaus ne fait plus partie du groupe brassicole, mais compte trois nouveaux actionnaires, Sedlmayr Grund und Immobilien KGaA, son associé personnellement responsable et entrepreneur brassicole Jobst Kayser-Eichberg (jusqu'à son décès en juillet 2023) et le directeur des opérations de la brasserie à Berchtesgaden, Josef Stangassinger. Sedlmayr Grund und Immobilien KGaA détient 49 % du capital en 2016.

## Production
La brasserie propose à elle seule une gamme complète, y compris des boissons sans alcool. La brasserie brasse quatre variétés standards telles que la Helles et la Pils ainsi que des bières spéciales telles que la Jubiläumsbier.
La principale zone de vente est constituée des communes de Berchtesgaden, Bischofswiesen, Marktschellenberg, Ramsau und Schönau am Königssee.